# Furacão Leslie (2018)
Leslie foi um ciclone tropical atlântico formado a 22 de Setembro de 2018, atingindo Portugal Continental a 13 de Outubro do mesmo ano. Foi a terceira vez que um furacão atingiu o território continental de Portugal, sendo este o mais forte desde 1842. É um dos ciclones tropicais atlânticos com maior longevidade já registados. Leslie caracteriza-se como um grande e errático ciclone tropical, de grande longevidade, sendo a décima segunda tempestade nomeada, e o sexto furacão da temporada de furacões no Atlântico de 2018.

## História meteorológica

### Origem e transição extratropical
A 19 de Setembro, a meio de um mês activo na formação de ciclones tropicais na bacia do Atlântico Norte, o Centro Nacional de Furacões (CNF) começou a monitorizar o potencial de formação de um sistema de baixas pressões algumas centenas de quilómetros a sudoeste dos Açores, com a possibilidade da depressão adquirir gradualmente características tropicais ou subtropicais. Três dias depois, a 22 de Setembro, uma depressão não tropical formou-se ao longo de uma superfície frontal, cerca de 1370 quilómetros a sul-sudoeste dos Açores. A depressão adquiriu rapidamente características subtropicais à medida que vagueava sobre o nordeste Atlântico, e pelas 15h00 UTC de 23 de Setembro o CNF emitiu avisos sobre a Tempestade Subtropical Leslie.

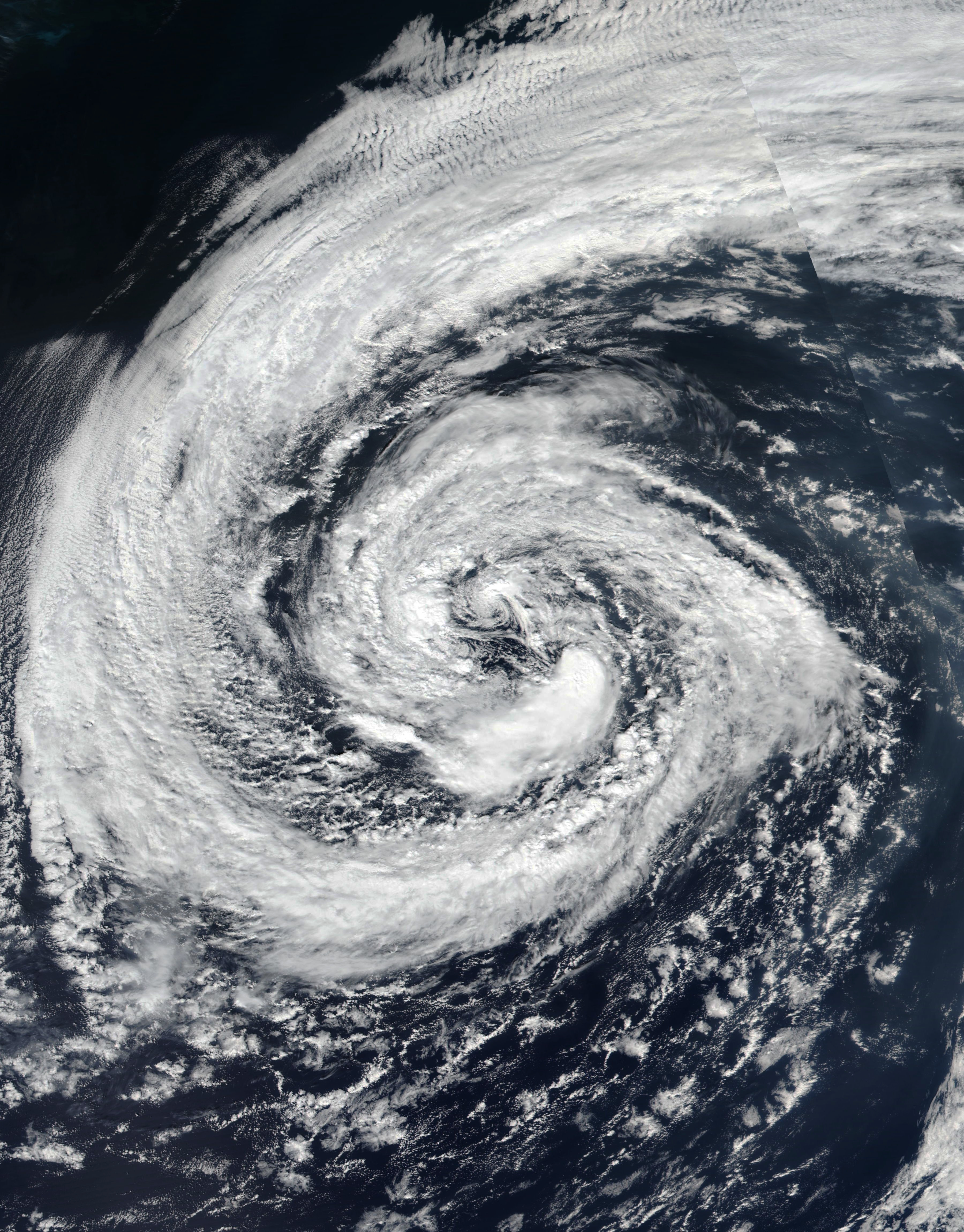
Leslie como um ciclone extratropical furacão-força, 27 de setembro

As previsões iniciais sobre a evolução de Leslie foram incertas, devido à possibilidade de um sistema de baixas pressões maior tornar-se dominante e acabar por absorver Leslie, embora alguns modelos globais de previsão meteorológica houvessem mantido Leslie como sistema dominante. Ao longo dos dois dias seguintes, Leslie deslocou-se para este sem que houvesse alteração na sua intensidade, antes de enfraquecer para depressão subtropical às 03h00 UTC de 25 de Setembro. Seis horas depois, Leslie tornou-se um ciclone extratropical. Dados de microondas mostram que o sistema tinha uma circulação superficial alongada em torno de uma zona de intrusão baroclínica. Às 18h00 UTC de 25 de Setembro o CNF previu que Leslie poderia voltar a ganhar características subtropicais dentro de dois dias. Às 00h00 UTC de 27 de Setembro Leslie adquiriu ventos com força de furacão, devido a processos baroclínicos. À medida que Leslie voltava a ganhar características subtropicais, ia enfraquecendo para uma força de tempestade tropical. Às 21h00 UTC de 28 de Setembro, o CNF recomeçou a emitir avisos sobre Leslie como tempestade subtropical, uma vez que a sua organização havia aumentado, e as circunstâncias baroclínicas haviam desaparecido.

### Transição tropical, pico inicial e subsequente enfraquecimento

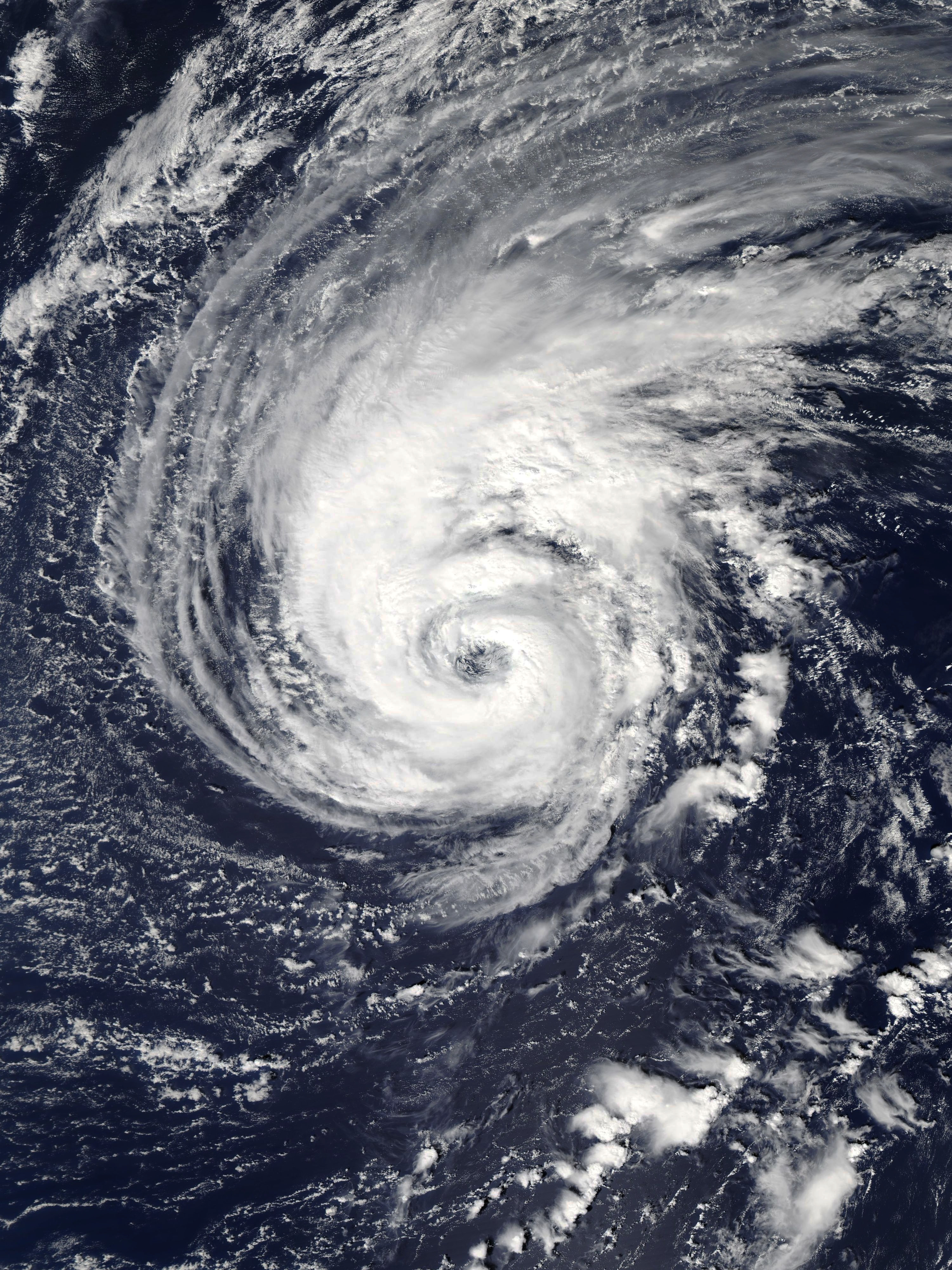
Furacão Leslie no seu pico inicial, a 3 de Outubro

Rapidamente após a sua reclassificação como tempestade subtropical, Leslie começou a virar devido a interacções com a crista subtropical a oeste, e a uma grande depressão de camadas profundas em formação a este. Ao longo do dia, Leslie mudou de direcção de oeste para sudoeste. Ao mesmo tempo, Leslie continuou a adquirir características tropicais. Às 21h00 UTC de 29 de Setembro Leslie tornou-se completamente tropical, após desenvolver um fluxo de saída anticiclónico para nordeste e sudeste, assim como na sua faixa convectiva principal. Além disso, Leslie havia transitado para uma estrutura de núcleo quente.
Ao longo do dia e meio seguinte, Leslie vagueou sobre o Atlântico Norte sem qualquer mudança de intensidade.  Às 09h00 UTC de 1 de Outubro Leslie começou a se fortalecer, tendo o CNF notado um aumento nas faixas convectivas a norte e noroeste. Nos dois dias seguintes Leslie continuou a se fortalecer lentamente, até se tornar num furacão às 09h00 UTCade3 de Outubro Por essa altura, a profunda convecção em torno de Leslie havia se acentuado imensamente, tendo-se desenvolvido um bem formado olho de baixo nível. Adicionalmente, as correntes condutoras que haviam transportado Leslie para sudoeste ao longo dos dias anteriores colapsaram totalmente, resultando num furacão estacionário. Seis horas depois, às 15h00 UTC, Leslie atingiu a sua intensidade máxima inicial, com ventos máximos sustentados de 130 km/h, e uma pressão central mínima de 975 mbar (28,80 inHg). Às 21h00 UTC Leslie começou a mover-se em direcção a norte, sob a influência de um cavado de onda curta a noroeste, e de uma crista de nível médio a sudeste.
Leslie manteve a intensidade de pico durante doze horas, antes de começar a enfraquecer. Às 21h00 UTC de 4 de Outubro Leslie havia enfraquecido para tempestade tropical. A sua estrutura continuou a degradar-se, com o CNF a assinalar que o sistema não tinha um núcleo de ventos interno. Ao longo dos dias seguintes Leslie virou para sudeste, à medida que encontrava o limite sul dos ventos do oeste de média latitude. Leslie continuou a enfraquecer gradualmente, atingindo um mínimo como tempestade tropical às 03h00 UTC de 8 de Outubro, com ventos de 85 km/h.

### Intensidade máxima, transição extratropical e declínio

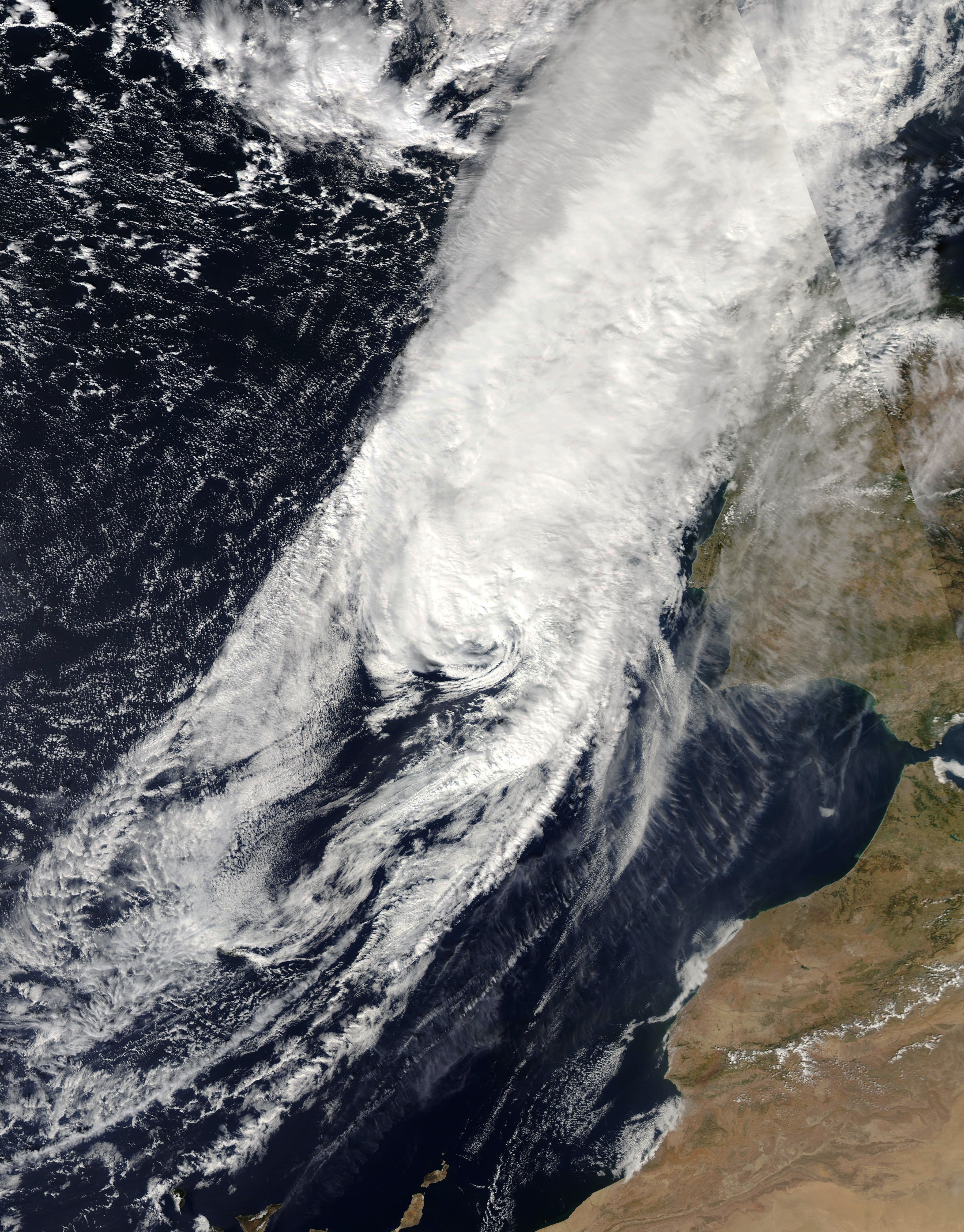
Furacão Leslie se aproxima da Península Ibérica, a 13 de outubro

Às 21h00 UTC de 8 de Outubro Leslie começou novamente a ganhar força. A convecção aprofundara-se, e um núcleo interno estava a tentar formar-se na tempestade tropical. Adicionalmente, o padrão de nuvens de Leslie havia se tornado mais simétrico. Ao longo do dia seguinte Leslie continuou a ganhar força, atingindo o estado de furacão pela segunda vez às 03h00 UTC de 10 de Outubro. Às 09h00 UTC Leslie virou em direcção a sul, sob a influência de um extenso cavado de medio-alto nível. Ao longo das dezoito horas seguintes Leslie virou de sul para este-nordeste, devido a um cavado de média latitude. Leslie continuou lentamente a ganhar força, atingindo uma intensidade máxima às 03h00 UTC de 12 de Outubro, com ventos de 150 km/h e uma pressão de 969 mbar (28,62 inHg) . Leslie manteve esta intensidade máxima durante seis hora, principiando depois uma vez mais a enfraquecer.
Leslie continuou a enfraquecer gradualmente durante o dia seguinte, à medida que se deslocava para nordeste. Às 18h00 UTC de 13 de Outubro Leslie caíra para níveis inferiores à força de furacão, transitando para ciclone extratropical. Três horas depois o CNF emitiu o último aviso, à medida que Leslie se aproximava da costa ocidental de Portugal.

## Preparação e impacto

### Arquipélago da Madeira
Às 21h00 UTC de 11 de Outubro o Governo Português emitiu um alerta de tempestade tropical para a ilha da Madeira, alterado para aviso de tempestade tropical seis horas depois. Este foi o primeiro aviso de tempestade tropical da História emitido para aquela ilha. As autoridades madeirenses fecharam praias e parques. A ameaça da tempestade fez com que oito companhias aéreas cancelassem voos para a Madeira. Mais de 180 jogos desportivos foram cancelados na ilha, mais de metade dos quais afectando a Associação de Futebol da Madeira.
A 13 de Outubro Leslie havia passado a norte do arquipélago da Madeira, dirigindo-se para o continente português, não havendo nenhuma ocorrência de relevo a registar naquela região autónoma.

### Portugal continental
Pelas 18 horas de 13 de Outubro Leslie havia ganhado velocidade, seguindo uma rota mais a norte. Segundo o presidente do Instituto Português do Mar e da Atmosfera, Jorge Alberto de Miranda, o período crítico ocorreria entre as 22h00 de 13 de Outubro, e as 3h00 do dia seguinte, prevendo-se que seguisse uma rota entre Setúbal e o Porto.
Previa-se que o furacão atingisse o território continental já como depressão pós-tropical, embora com ventos com intensidades equivalentes aos de um furacão. Os ventos mais intensos eram esperados na região centro do país, com pico entre as 22h30 e as 23h00, e rajadas acima dos 130 Km/hora, podendo atingir máximos históricos de 180 a 190 km/hora.
Pelas 22h40 a estação do IPMA da Figueira da Foz registou uma incrível rajada de 176 km/h, a mais elevada que foi registada em estações da rede meteorológica nacional até ao momento.
Treze distritos do continente português, Setúbal, Lisboa, Leiria, Coimbra, Aveiro, Porto, Braga, Viana do Castelo, Vila Real, Castelo Branco, Viseu, Guarda e Santarém, foram colocados pelo IPMA sob aviso vermelho, o mais grave, devido às previsões de vento forte, e alguns também por agitação marítima.
Vários eventos foram cancelados, entre os quais a festa Revenge of the 90s, agendada para a noite de 13 de Outubro na FIL, em Lisboa, sendo adiada para dia 20. O concerto de Mafalda Veiga no Campo Pequeno, a peça “Baixa Terapia”, no Tivoli BBVA e a sessão da noite da Festa do Cinema Francês foram igualmente cancelados.
Segundo a Autoridade Marítima Nacional, foram fechadas as barras de Aveiro, Caminha, Esposende, Figueira da Foz, Vila Praia de Âncora, Póvoa de Varzim, Vila do Conde, Portinho da Ericeira e São Martinho do Porto, estando condicionadas à navegação as do Douro, Viana do Castelo, Lisboa, Faro/Olhão, Quarteira e Vilamoura.
A ligação fluvial no rio Tejo entre Trafaria, Porto Brandão e Belém foi encerrada, estando também suspensas as ligações entre Setúbal e Tróia.A TAP anunciou o cancelamento de sete voos devido ao mau tempo.
De acordo com a TVI 24, quinze mil clientes da EDP ficaram sem electricidade, havendo falhas de abastecimento nas regiões de Lisboa, Pombal, Leiria e Setúbal. Pelas 02h30 GMT de 14 de Outubro a EDP anunciou que o número de clientes sem energia eléctrica no continente português atingia as centenas de milhar, descrevendo a situação como "grave e complexa". Na Figueira da Foz cerca de 800 pessoas ficaram retidas no Centro de Artes e Espectáculos após faltar a electricidade durante um espectáculo de Carminho, abandonando o espaço sob orientação da Protecção Civil. Um poste de alta tensão caiu em Valongo, deixando cerca de trinta casas sem electricidade. A final do Europeu feminino de hóquei em patins de 2018, entre Portugal e Espanha, que decorria no Pavilhão Municipal da Mealhada, foi suspensa após uma falha generalizada no fornecimento de energia eléctrica que atingiu a o concelho.
Cerca das 02h00 GMT de 14 de Outubro a Linha do Norte encontrava-se interrompida na zona do Pombal. Na mesma hora a Leslie havia chegado à região do Minho, esperando-se uma rápida normalização da situação.
O distrito mais afetado por este temporal foi o de Coimbra,com destaque para a Figueira da Foz, zona onde se registaram mais estragos e por onde a tempestade teve o landfall.